# طريق 50 (الأردن)
طريق 50 المعروف أيضاً باسم طريق الكرك وهو طريق سريع بين الشرق والغرب في محافظة الكرك، الأردن. يبدأ من طريق 15 وينتهي عند الطريق 65. طريق 50 يعتبر الطريق الرئيسي المؤدي إلى مدينة الكرك. الطريق مقسم من 4 حارات شرق الكرك.